# سیارک ۷۹۶۳

## مشخصات
سیارک ۷۹۶۳ (به انگلیسی: 7963 Falcinelli، نامگذاری:1995CA) هفت هزار و نهصد و شصت و سومین سیارک کشف شده‌است که در ۱ فوریه ۱۹۹۵ کشف شد.
قدر مطلق سیارک برابر ۱۳٫۸۰ است.